# Острів Светулка
Острів Светулка (болг. остров Светулка, трансліт. ostrov Svetulka, ˈɔstrof svɛˈtuɫkɐ) — найпівнічніший острів групи Оногур біля північно-західного узбережжя острова Роберта на Південних Шетландських островах, Антарктида. Скелястий, і відокремлений від острова Осеновлаг 20-метровим широким проходом. Цей район відвідували ловці тюленів на початку 19 століття.
Острів названий на честь поселення Светулка на півдні Болгарії.

## Розташування
Острів Светулка розташований на 62°20′49.7″ пд. ш. 59°40′45.8″ зх. д. / 62.347139° пд. ш. 59.679389° зх. д., що становить 520 метрів на північний захід від Шіпот-Поінт, 1,3 кілометри на схід-південний схід від острова Корнуолл і 1,74 кілометри на південний схід від острова Рогозен. Вимірювання базуються на британському картографуванні та болгарському картографуванні 1968 і 2009 року.